# Евертон Кемпес дос Сантос Гонсалвес
Евертон Кемпес дос Сантос Гонсалвес (порт. Everton Kempes dos Santos Gonçalves; 3 серпня 1982, Карпіна — 28 листопада 2016, Ла-Уніон) — бразильський футболіст, що грав на позиції нападника. Отримав своє друге ім'я на честь аргентинського футболіста Маріо Кемпеса.[джерело?] Під час своєї кар'єри використовував це ім'я як основне. Загинув в авіакатастрофі Avro RJ85 над Колумбією.

## Ігрова кар'єра
Народився в місті Карпіна, штат Пернамбуку, але переїхав в Ріо-де-Жанейро в ранньому віці, де грав за нижчоліговий клуб «Канто до Ріо», а потім перейшов у «Насьйонал де Муріае».
У дорослому футболі дебютував 2004 року виступами за «Парану» і зіграв два матчі у Серії А. Потім кілька років виступав за невеликі клуби, які грали на рівні чемпіонатів штатів, в тому числі в 2006 році в складі «Віторії» став чемпіоном штату Еспіріту-Санту. У 2008 році повернувся в Серію А, підписавши контракт з «Іпатінгою», і забив свій перший гол на вищому рівні.
У 2009 році підписав контракт з «Португезою Деспортос», в її складі регулярно грав перші півтора сезони, але потім втрати місце і віддавався в оренду клубам «Нову-Амбургу» та «Сеара». У 2011 році також на правах оренди провів вдалий для себе сезон у складі «Америка Мінейру», забивши 13 голів в 32 матчах Серії А і зайнявши сьоме місце в суперечці бомбардирів, однак його клуб вилетів з Серії А. У 2012 році вперше виступав за іноземний клуб — японський «Сересо Осака» в Джей-лізі.
У 2013 році підписав постійний контракт з клубом другого японського дивізіону «ДЖЕФ Юнайтед Ітіхара Тіба». У своєму першому сезоні забив 22 голи в 38 матчах і став кращим бомбардиром турніру, випередивши на три м'ячі найближчого переслідувача Такасі Усамі. На наступний сезон забив 13 голів, а його клуб боровся за вихід у вищий дивізіон, але поступився у фінальному матчі плей-оф.
На початку 2015 року форвард повернувся до Бразилії і приєднався до клубу «Жоїнвіль». На наступний рік перейшов в іншу команду того ж штату — «Шапекоенсе», і виграв чемпіонат штату, обігравши у фіналі свій колишній клуб, а також дійшов до першого в історії клубу фіналу міжнародного турніру — Південноамериканського кубка. Всього в своєму останньому сезоні Кемпес забив 16 голів, в тому числі 9 — у Серії А.
28 листопада 2016 року Ананіас загинув у авіакатастрофі під Медельїном разом з практично всім складом і тренерським штабом клубу в повному складі, який летів на перший фінальний матч ПАК-2016 із «Атлетіко Насьйоналем».

## Досягнення
- Чемпіон штату Еспіріту-Санту: 2006
- Переможець бразильської Серії B: 2011
- Чемпіон штату Санта-Катаріна: 2016
- Володар Південноамериканського кубка: 2016 (посмертно, на прохання суперників[14])

### Індивідуальні
- Найкращий бомбардир другого дивізіону Японії: 2013 (22 голи)